# Amyntas (Sohn des Arrhabaios)
Amyntas (altgriechisch Ἀμύντας Amýntas; † wohl 333 v. Chr.), Sohn des Arrhabaios, war ein makedonischer Feldherr im 4. vorchristlichen Jahrhundert.
Amyntas diente bereits König Philipp II. von Makedonien als Feldherr. Zusammen mit Parmenion und Attalos war er einer der Generäle, die 336 v. Chr. das makedonische Vorauskommando nach Kleinasien führten. Als im selben Jahr der König ermordet wurde, wurden sein Vater und sein Onkel Heromenes hingerichtet, weil sie der Beteiligung am Mord verdächtigt wurden. Sein eigener Bruder Neoptolemos floh an den persischen Hof. Amyntas selbst wie auch ein weiterer Onkel, Alexander der Lynkeste, wurden allerdings nicht vom neuen König Alexander dem Großen in dieser Sache verfolgt.
Im 334 v. Chr. beginnenden Feldzug gegen Persien wurde Amyntas weiter mit wichtigen militärischen Kommandos betraut, was ihn weiterhin in einer Vertrauensposition gegenüber Alexander ausweist. So führte er die Vorhut und Aufklärungseinsätze des Heeres beim Vormarsch bis zum Granikos an. In der anschließenden Schlacht am Granikos war Amyntas entscheidend beteiligt, wo er das Kommando über den rechten Flügel, bestehend aus den Paioniern und einer Schwadron sarissophoroi, innehatte. Diese führte er über den Fluss und schlug die Lücke in die Reihe der Perser, durch die Alexander den Sieg bringenden Kavallerieangriff gegen das feindliche Zentrum führen konnte. Bei der anschließenden Einnahme von Halikarnassos wurde sein auf persischer Seite kämpfender Bruder getötet und kurz darauf schließlich sein Onkel Alexander der Lynkeste der Verschwörung überführt und eingekerkert. Amyntas selbst blieb weiter unbehelligt von jedem Verdacht. Bei der Eroberung von Sagalassos im Winter 334/333 v. Chr. führte er den linken Heeresflügel an. Danach ist allerdings nichts mehr von ihm überliefert, wohl weil er kurz danach verstorben ist.